# Euphyia tacera
Euphyia tacera là một loài bướm đêm trong họ Geometridae.